# شعبه النوم (إب)

تعديل مصدري - تعديل

شعبه النوم محلة تابعة لقرية الجحلة، التابعة لعزلة ميتم بمديرية إب إحدى مديريات محافظة إب في الجمهورية اليمنية.، بلغ تعداد سكانها 111 حسب تعداد اليمن لعام 2004.